# فيرنون مارتن (عازف الباس المزدوج)
فيرنون مارتن (بالإنجليزية: Vernon Martin)‏ هو عازف الباس المزدوج أمريكي، ولد في 5 يناير 1932، وتوفي في 10 نوفمبر 2000.

## وصلات خارجية
- فيرنون مارتن على موقع ميوزك برينز (الإنجليزية)
- فيرنون مارتن على موقع ديسكوغز (الإنجليزية)